# 小行星5546
小行星5546（5546 Salavat）是一颗围绕太阳公转的小行星。1979年12月18日，亨利·德波鸿诺在拉西拉天文台发现了此天体。
这颗小行星的绝对星等为241.69552等。